# Dekanat Ostrowiec Świętokrzyski
Dekanat Ostrowiec Świętokrzyski – jeden z 25 dekanatów, a zarazem największy pod względem liczby wiernych, w rzymskokatolickiej diecezji sandomierskiej.

## Parafie
W skład dekanatu wchodzi 11 parafii:
- parafia św. Jana Pawła II – Ostrowiec Świętokrzyski
- parafia Chrystusa Nauczyciela – Ostrowiec Świętokrzyski
- parafia Matki Odkupiciela – Ostrowiec Świętokrzyski
- parafia Miłosierdzia Bożego – Ostrowiec Świętokrzyski
- parafia Najświętszego Serca Pana Jezusa – Ostrowiec Świętokrzyski
- parafia NMP Saletyńskiej – Ostrowiec Świętokrzyski
- parafia Podwyższenia Krzyża Świętego – Ostrowiec Świętokrzyski
- parafia św. Jadwigi Królowej – Ostrowiec Świętokrzyski
- parafia św. Kazimierza – Ostrowiec Świętokrzyski
- parafia św. Michała Archanioła – Ostrowiec Świętokrzyski
- parafia św. Stanisława – Ostrowiec Świętokrzyski

## Sąsiednie dekanaty
Opatów, Ożarów, Sienno (diec. radomska), Szewna.